# عرفان بادی
عرفان بادی (زادهٔ ۲۷ تیر ۱۳۷۵) بازیکن فوتبال اهل ایران است که در پست مدافع چپ برای باشگاه فوتبال فرد البرز در لیگ دسته دوم فوتبال ایران بازی می‌کند.
از باشگاه‌هایی که در آن بازی کرده‌است می‌توان به باشگاه فوتبال استقلال و باشگاه فوتبال بادران اشاره کرد.